# Yucatechi
Gli yucatechi sono un popolo di origine maya che abita la penisola messicana dello Yucatán. La maggior parte della popolazione yucateca vive in campagna, dedicandosi all'agricoltura (specialmente di granturco e di fagioli) e all'industria del legname. Questo popolo è anche allevatore di avicole e di suini. Una ridotta percentuale degli yucatechi vive in un contesto urbanizzato e si occupa prevalentemente delle lavorazioni tessili.